# 日新製糖
日新製糖株式会社（にっしんせいとう）は、かつて存在した砂糖の精製販売を行っていた日本の企業。ウェルネオシュガーの完全子会社であった。本項ではフィットネスクラブの運営を行なう子会社で、現在はウェルネオシュガーの子会社となっている日新ウエルネス株式会社（にっしんウエルネス）についても記載する。

## 概要
『カップ印』ブランドの砂糖の販売で知られる。また、スポーツクラブ「ドゥ・スポーツプラザ」を、日本における同業界黎明期の1972年から経営している（現在は子会社が運営。詳細は後述）。
2022年までは住友商事が主要株主となっており、住友グループ系列の1社であった。関係会社の新東日本製糖を通じて、三菱商事系列・大手製糖会社の大日本明治製糖と共同生産の提携を行っている。
2011年、新光製糖と経営統合し持株会社体制に移行。2013年、持株会社と日新製糖（初代）・新光製糖の3社が合併し事業会社化した。
2020年3月期の売上構成は、砂糖・その他の食品事業が90.0%、その他事業が10.0%となっている。
2023年1月1日付で伊藤忠製糖と経営統合を行い、日新製糖（2代）は伊藤忠製糖を子会社化したうえで現業部門を新設の日新製糖（3代）に承継してウェルネオシュガー株式会社に商号変更し、持株会社に再移行した。
2024年10月1日、伊藤忠製糖と共にウェルネオシュガーに吸収合併され、解散した。

## 沿革
- 1950年（昭和25年）6月 - 東京都中央区木挽町に日新製糖株式会社（初代）設立。
- 1961年（昭和36年）10月 - 東京証券取引所第2部に上場する。
- 2011年（平成23年）10月 - 新光製糖と経営統合。共同株式移転により設立した持株会社である日新製糖ホールディングス株式会社の子会社となる。同社が東京証券取引所第2部に新規上場するとともに、日新製糖は同年9月をもって上場を廃止する[2]。
- 2013年（平成25年）4月 - 日新製糖ホールディングス株式会社が日新製糖株式会社及び新光製糖株式会社を合併し、日新製糖株式会社（2代）に商号変更。
- 2015年（平成27年）11月 - 東京証券取引所第1部に指定替え。
- 2022年（令和4年）
  - 6月 - 伊藤忠製糖株式会社と経営統合に関する基本合意書締結。
  - 10月 - 日新製糖分割準備株式会社設立。
- 2023年（令和5年）1月 - 同月1日付で伊藤忠製糖を完全子会社とする株式交換を実施。併せて日新製糖（2代）の事業を日新製糖分割準備に承継する会社分割を実施。持株会社へ再移行し、ウェルネオシュガー株式会社に商号変更。日新製糖分割準備は日新製糖株式会社（3代）に商号変更[3]。
- 2024年（令和6年）10月1日 - ウェルネオシュガーに吸収合併され、解散[1][4]。

## スポーツクラブ
スポーツクラブ運営事業として、子会社の株式会社日新ウエルネスが、ドゥ・スポーツプラザ、スポーツクラブA-1、A-1 EXPRESSを関東地方の1都4県（東京都・神奈川県・埼玉県・千葉県・群馬県）で展開している。

### 沿革
- 1972年12月 - ドゥ・スポーツプラザ1号店をオープン
- 2015年1月 - 日新製糖より分社独立し、株式会社ドゥ・スポーツプラザを設立
- 2019年2月 - 日新製糖が株式会社エヌエーシーシステムの全株式を株式会社中村屋から取得し子会社化[6]
- 2020年4月 - 株式会社ドゥ・スポーツプラザと株式会社エヌエーシーシステムが合併、株式会社日新ウエルネスに商号変更

### 店舗
※は旧エヌエーシーシステムが運営していた店舗ブランド。
総合スポーツクラブ
- ドゥ・スポーツプラザ（豊洲店・南砂町店・上里店・羽生店・高崎店）
- スポーツクラブA-1※（笹塚店・町田店）

ホットヨガスタジオ
- BLEDA（上里店・伊奈店・浦和美園店・新前橋店・野田店）

コンパクトジム
- A-1 EXPRESS※（明大前店・西永福店・つつじヶ丘店・吉祥寺店・玉川学園前店 ・浜田山店・淵野辺店・向ヶ丘遊園店・桜上水店・柴崎店・千歳烏山店 ・小田急相模原店・調布店・代田橋店）
- DO SMART（野田店・本庄店）
- A-1 Light GYM24（代田橋店・杉並宮前店）

## 関係会社

### 連結子会社
- 新豊食品株式会社（千葉県千葉市）- 砂糖等の加工・包装、100%出資
- ツキオカフィルム製薬株式会社（岐阜県各務原市）- 箔押加工、食用純金箔製造販売、可食フィルム製造販売、100%出資
- 株式会社日新ウエルネス（東京都中央区）- フィットネスクラブの運営等の健康産業事業、駐車場等の管理および保険代理業、100%出資
- ニューポート産業株式会社（千葉県千葉市）- 冷蔵倉庫業、港湾運送業、100%出資
- 日新サービス株式会社（東京都中央区）- 食品用包装材料、合成樹脂の仕入れ販売、100%出資

### 関係会社
- 新東日本製糖株式会社（千葉県千葉市）- 精製糖、液糖の受託製造、50%出資
- 新光糖業株式会社（大阪府大阪市）- 国産分みつ糖の製造、50%出資
- 新中糖産業株式会社（沖縄県中頭郡西原町）- 不動産賃貸業 、28.9%出資